# سارة بافلي
سارة بافلي (بالعبرية: שרה בבלי) أو سارا بافلي هي خبيرة تغذية اسرائيلية-هولندية ومدرسة وباحثة ومؤلفة. هاجرت من هولندا إلى فلسطين التي كانت تحت سلطة الانتداب البريطاني عام 1926. وأصبحت مسؤولة الحمية في مستشفى هاواسان ورئيسة بررنامج التغذية المدرسية للمؤسسة. كان كتابها «تغذيتنا» جزءا من المقرر الدراسي للمدارس الابتدائية لأكثر من 30 سنة. كما أسست وترأست مؤسسة تعليم التغذية عام 1952. وكانت كذلك مؤسسة وعميد كلية التغذية والاقتصاد المنزلي في أورشليم للسنوات 1953-1965. واستمرت بعد تقاعدها بالقيام بالأبحاث والاحصاءات الغذائية لمجلس الاحصاءات المركزي الإسرائيلي.

## حياتها وتعليمها
ولدت سارة في أمستردام لوالديها نايثان ولينا-ليا بافلي. وكانت أصغر خمسة أخوة انضموا جميعا إلى الحركة الصهيونية للشباب وهاجروا إلى فلسطين في الفترة 1991-1926.
حصلت على شهادة الكيمياء من جامعة أمستردام عام 1925. وقضت السنة التالية في الحصول على تدريب متخصص بالتغذية والاقتصاد بعد حصولها على توصية من صديق مهاجر سعيا لجلب خبرات عمل مفيدة لفلسطين.

## مسيرتها المهنية
أول عمل لسارة بافلي في فلسطين كان كمعلمة في مدرسة ويزو للتغذيو والكيمياء في ناهالال. حيث درست النساء الشابات في العشرينيات من عمرهن. ثم غادرت في نيسان من عام 1927 إلى موشار في تل أبيب لتشغل منصب مسؤولة التغذية في مؤسسة هاداسا. بعد ذلك بفترة قصيرة أصبحت أستاذة للتغذية في مدرسة هاداسا للتمريض في أورشليم. حيث كانت أول مدرسة في البلاد تدرس هذه المواد.
عام 1928 عرض عليها منصب رئيسة قسم التغذية في خمسة فروع من مدرسة هاداسا في تل أبيب وحيفا وسافيد وتيبيرياس. بما في ذلك تأسيس وإدارة قسم التغذية في كل الفروع المذكورة. لكن قبل توليها المنصب أرسلت في زمالة إدارية لمدة سنة واحدة في الخارج. خلالها درست في مركز مونتفيور الطبي في نيويورك. ثم في كلية مدرسي جامعة كولومبيا حيث حصلت على شهادتها بعد سنة واحدة فقط. بالإضافة لذلك حصلت على خبرة عملية في برامج الغذاء المدرسي في مجال العمل لمدة شهر في عيادة بمدينة بوسطن.
عادت سارة إلى فلسطين في آب من عام 1929. حيث طلب منها فتح قسم التغذية في مركز نايثان ستراوس الطبي في أورشليم الذي كان قد أنشئ مؤخرا. ومع ذلك اضطرت مع مقيمين آخرين للاختباء في المركز لمدة اسبوع عند اندلاع مظاهرات فلسطين عام 1929. وفي هذا الوقت وأوقات لاحقة أشرفت وقسمها على توفير الطعام للمهاجرين والقوات العسكرية في حالات الطوارئ.
عينت في عام 1930 رئيسة للبرنامج الغذائي المدرسي، الذي وفر وجبة يومية لالف طفل في 8 مدارس و12 روضة. وطالبت مع زملاءها من المدرسين بإطلاق برنامج حمية وطني يدمج موارد الغذاء المتوفرة مع علم التغذية.
شجعت سارة المهاجرين على ترك عادات التغذية التي إعتادوها في مواطنها الأم. والاعتماد على الاطعمة المتوفرة محليا في البلد الجديد. قائلة، «لا يجب على المهاجر أن يتعلم وحسب. بل أن ينسى كذلك»
عام 1939 نشرت كتاب «تغذيتنا» الذي أصبح جزءا من المنهاج الدراسي في المدارس الابتدائية لمدة 30 عام. يقول رافيف أن الكتاب لم يعد مناسبا كمنهاج دراسي في الستينات لأنه وجه للاطفال القادمين من عائلات مهاجرة من أوروبا. ولم يتعامل مع العادات الغذائية لليهود القادمين بأعداد كبيرة من الأراضي العربية.
رأت سارة حينها الحاجة لتطوير برامج تدريبية وتعليمية لاخصائيي التغذية في مؤسسة هاداسا بعد تأسيس دولة إسرائيل. لذا طلبت الذهاب في زمالة دراسية إلى جامعة كاليفورنيا عام 1946. وهناك حصلت على درجة الدكتوراة في التغذية في شهر آب من عام 1947. حيث كتبت اطروحة بعنوان «الاستهلاك العائلي للطعام في فلسطين». وتم إعادة طبع الاطروحة عام 1972 من قبل دار AMS للنشر.
أسست سارة وترأست مؤسسة تعليم التغذية عام 1950. وهي مؤسسة بحثية تديرها مؤسسة هاداسا. وقد نقلت إلى إسرائيل في عام 1952.
تولت وزارة الثقافة والتعليم الإسرائيلية إدارة البرنامج الغذائي لمدرسة هاداسا في الخمسينيات. وترأست سارة قسم التغذية في الوزارة. ثم انشئت كلية التغذية والاقتصاد المنزلي في اورشليم عام 1953. وهي كلية تخرج مدرسي التغذية للعمل في المدارس والمستشفيات والعيادات ودور العجزة. وأصبحت عميدة لها عام 1960.
أجرت الكلية احصاءا للتغذية بين العائلات المهاجرة عام 1959, بالتعاون مع اليونيسيف ومنظمة الصحة العالمية. حيث قام الطلاب في المراحل المنتهية وتحت اشراف سارة بمقابلة 800 عائلة مهاجرة. للتحدث عن التغذية والأمراض وحياة الأطفال الرضع. وظلت الكلية تعمل بشكل مستقل حتى عام 1981.
تقاعدت سارة من الكلية عام 1965. واستمرت بالقيام بالابحاث والاحصاءات لصالح المجلس المركزي للإحصاء الإسرائيلي. وعملت في النحت كهواية، واشتركت بأعمالها مع دار أورشليم للتصميم.
سميت مواطنة فخرية من قبل بلدية أورشليم في عام 1984.

## نشاطاتها الأخرى
عملت في عدة مهمات حكومية بما في ذلك ما يهتم منها بالفقر وتعليم الاقتصاد المنزلي. كما كانت متحدثة دائمة في الاجتماعات والمؤتمرات العالمية.

## حياتها الخاصة
تزوجت سارة من الدكتور يهودا مير-برومبرغ (1902-1943) الذي كان محاسبا عاما في مؤسسة هاداسا في نيسان من عام 1930. والذي أصبح لاحقا نائب مدير المؤسسة في فلسطين. ورزق الاثنان بفتى وفتاة.
توفت سارة عام 1993. وجمعت أوراقها في مجلد رقم A520 في الأرشيف الصهيوني الرئيسي في أورشليم.